# اس‌ام یو-۴۶
اس‌ام یو-۴۶ (به انگلیسی: SM U-46) یک زیردریایی بود که طول آن ۶۵ متر (۲۱۳ فوت) و ارتفاع آن ۸٫۷ متر (۲۹ فوت) بود. این زیردریایی در سال ۱۹۱۵ ساخته شد.